# Karolis Chvedukas
Karolis Chvedukas (Marijampolė, 21 aprile 1991 – 19 giugno 2023) è stato un calciatore lituano, di ruolo centrocampista.

## Biografia

### Nazionale
Esordì con la nazionale lituana il 14 novembre 2012 in Armenia-Lituania (4-2).

### Decesso
Chvedukas è morto nel giugno del 2023, a soli 32 anni. Le cause della morte sono tuttora sconosciute.

## Palmarès

### Club

#### Competizioni nazionali
- Coppa di Lituania: 1

Sūduva: 2008-2009
- Supercoppa di Lituania: 1

Sūduva: 2009